# Königlich (Album)
Königlich ist das Debütalbum der deutschen Sängerin Marie Wegener. Es erschien am 1. Juni 2018 beim Label Electrola.

## Hintergrund
Ursprünglich hatte Dieter Bohlen angekündigt, er wolle weder die Single noch das Album des Siegers der 15. Staffel von Deutschland sucht den Superstar produzieren, da er sich während des Sommers auf seine Familie konzentrieren wolle. Während eines Treffens hinter den Kulissen sagte ihm Wegener, sie finde seine Kompositionen toll. Laut Angaben des Produzenten „saß [ihm] das in den Knochen“, kein Lied für Wegener zu machen, was zur Entstehung ihres Lieds Königlich führte. Nach Wegeners Sieg am 5. Mai 2018 sagte Bohlen seinen Familienurlaub ab, um ihr Album zu produzieren. Wegeners DSDS-Siegerlied Königlich wurde am Tag des Finales am 5. Mai 2018 als erste Singleauskopplung des Albums veröffentlicht.

## Rezeption
In einer Rezension, die vor Erscheinen des Albums veröffentlicht wurde, beschrieb nordbuzz.de Königlich als einen Mix aus fetzigen Popsongs, gefühlvollen Balladen und Duetten mit Sarah Lombardi, Pietro Lombardi und MC Bilal, das jedoch keine große Überraschung biete, und schrieb, dass Wegeners enormes Potenzial auf dem Album nicht vollständig ausgeschöpft werde. Die Texte wurden kritisiert, weil persönliche Noten der Sängerin fehlten und weil sie eher nach einer erfahrenen Schlagerqueen als nach einer 16-jährigen Schülerin klänge. Das Portal lobte aber Wegeners „fantastische Stimme“.

## Titelliste
| Nr. | Titel                                                 | Autor(en)                    | Länge |
| --- | ----------------------------------------------------- | ---------------------------- | ----- |
| 1.  | Königlich                                             | Oliver Galle • Dieter Bohlen | 3:35  |
| 2.  | Der mein Herz versteht                                |                              | 3:59  |
| 3.  | Ich will heut Nacht nicht ganz alleine schlafen       |                              | 3:14  |
| 4.  | Irgendwas bleibt                                      |                              | 4:09  |
| 5.  | Liebt er dich?                                        |                              | 3:34  |
| 6.  | Einer liebt doch immer mehr                           |                              | 4:20  |
| 7.  | Dieser Augenblick                                     |                              | 3:48  |
| 8.  | Woran werd ich mich erinnern?                         |                              | 4:02  |
| 9.  | Wie ein Tattoo in meinem Herzen                       |                              | 3:18  |
| 10. | Nächtelang                                            |                              | 3:19  |
| 11. | Mein letztes Wort wird Liebe sein                     |                              | 3:45  |
| 12. | Und wenn du gehst                                     |                              | 4:04  |
| 13. | Liebt er dich? (mit Sarah Lombardi)                   |                              | 3:33  |
| 14. | Einer liebt doch immer mehr (mit Pietro Lombardi)     |                              | 4:20  |
| 15. | Du bist der, der mein Herz versteht!!! (mit MC Bilal) |                              | 3:03  |